# 6712 Hornstein
6712 Hornstein eller 1990 DS1 är en asteroid i huvudbältet som upptäcktes den 23 februari 1990 av den tjeckiske astronomen Antonín Mrkos vid Kleť-observatoriet i Tjeckien. Den är uppkallad efter den tjeckiska astronomen Karl Hornstein.
Asteroiden har en diameter på ungefär 9 kilometer.